# Свети Амвросий (Милано)
Базиликата „Свети Амвросий“ (на италиански: Basilica di Sant'Ambrogio, Базилика ди Сант'Амброджо, на милански диалектː basilega de Sant Ambroeus), с официално название Малка римска базилика към абатската колегия „Св. Амвросий“ (на италиански: Basilica romana minore collegiata abbaziale prepositurale di Sant'Ambrogio), е една от най-старите църкви в Милано, Северна Италия. Намира се на пл. „Сант'Амброджо“ и представлява не само паметник на раннохристиянската и романската епоха, но и основна точка в историята на Милано и на Амвросианската църква. Традиционно се смята за втората по значимост църква в града след Миланската катедрала. Причислява към четирите амвросиански базилики на града, т. е. тези, построени от Свети Амвросий, и е една от раннохристиянските базилики на Милано. 
Построена е по заповед на епископа на Милано Амвросий между 379 и 386 г., в Късноримската имперска епоха – период, в който римският град Mediolanum (съвременен Милано) е столица на Западната Римска империя. Тя е почти напълно възстановена, като приема окончателния си вид между 1088 г. и началото на XII век. Новата базилика от XI век стриктно наследява плана от първоначалната раннохристиянска църква от IV век: три кораба с апсиди без трансепт и с квадрипортик отпред. Архитектурният й комплекс се състои от манастира „Свети Амвросий“, църковния дом „Св. Амвросий“, църквата „Св. Сигизмунд“ и базиликата. Забележителни от художествена гледна точка саː
- Порталът на главния вход на базиликата с детайлна релефна украса;
- Олтарът на Св. Амвросий, създаден между 824 и 859 г. от Волвиний по поръчка на архиепископа на Милано Ангилберт II, със златна берелефна предна олтарна стена със скъпоценни камъни от четирите страни;
- Балдахинът от Отоновската епоха (края на IX – нач. на X век), почиващ на четири колони от червен порфир и с гипсови релефи на четирите страни;
- Сводът на апсидата, украсен с мозайка от XI век;
- Раннохристиянският параклис „Св. Виктор в златни небеса“ („Сан Виторе ин чел д'оро“) от V век със свод, изцяло украсен със златни листа, и със странични стени, покрити с мозайка, където са изобразени шестима светци, включително Свети Амвросий (най-старото му известно изображение).

## История

### Древна раннохристиянска базилика
Базиликата е построена между 379 и 386 г. в Късноримската имперска епоха по заповед на епископа на Милано Амвросий, в епохата, в която римският град Медиоланум (съвременeн Милано) е столица на Западната Римска империя. Издигната е извън римските стени на града, недалеч от римската Порта Верчелина, в район, където са били погребвани християни-мъченици от римските гонения. Тези погребения водят до гробището на мъчениците. Поради това базиликата е била посветена на мъчениците, откъдето е дошло и първоначалното й раннохристиянско наименованиеː Базилика на мъчениците (на лат. basilica martyrum). Амвросий поставя там мощите на светите мъченици Гервасий и Протасий. През 397 г. в нея е погребан и самият той. Между IX и XI ти век базиликата променя името си на това, с което е известна днес.
Когато Амвросий пристига в Милано, местните църкви са в конфликт помежду си в контекста на спора между Арианството и Никео-цариградския символ на вярата. Той твърдо подкрепя Никейските канони, но също така желае да направи Северна Италия проримска опора. Посредством активно строителство Свети Амвросий постига целите си – изградени са три или четири църква в близката околност на града, сред които и Базиликата на мъчениците, по-късно преименувана в негова чест.
Сегашната базилика стриктно спазва плана на древната раннохристиянска базилика, поръчана от Амвросий: три кораба с апсиди без трансепт, отпред с квадрипортик – открито място, заобиколено от четирите страни с портици. Раннохристиянската базилика е била с дървен покрив, с двускатна централна част и две едноскатни странични части. Освен плана от древната раннохристиянска базилика е останало съвсем малко: основа на колона в левия кораб, орнамент на входната врата, съхраняван днес в Миланския епархийски музей, саркофагът на Стилихон, колоните, които поддържат балдахина над олтара, и останки от украсата на хора, днес запазени в антиквариума на Съкровищницата на базиликата.
Базиликата претърпява първите модификации през V век при епископ Лаврентий I Милански. Той решава да издигне пода на презвитерия, като го снабди с мраморни плочи, наредени с техниката opus sectile, и да създаде два апсидални погребални параклиса, един от които е достигналият до нас „Сан Виторе ин Чел д'оро“.
Първоначално базиликата попада извън града, но през следващите столетия градът нараства около нея, като тя се превръща в център на религиозния живот на общността. През 789 г. около нея възниква манастир.
През 784 г. архиепископът на Милано Петър I основава бенедиктинско абатство, одобрено от Карл Велики през 789 г. Към това е добавен църковен дом, който трябва да обслужва нуждите на светската общност на града. 
През IX век епископ Ангилберт II кара да  добавят голяма апсида, предшествана от помещение с цилиндричен свод, под който се провежда литургията. През същия период сводът на апсидата е украсен с голяма мозайка, запазена и до днес – Изкупителят на престол между мъчениците Протасий и Гервасий и с архангелите Михаил и Гавриил, придружен от два епизода от живота на Св. Амвросий. Камбанарията вдясно (по-ниската) датира от този период и е вдъхновена от тази на базиликата „Свети Петър“ в Рим, построена малко по-рано. Четири островърхи върха с тимпан са добавени към балдахина, който е от Отонския период (края на IX-нач. на X век); те са украсени с щукатури през X век и все още са отлично запазени. Олтарът на Свети Амвросий – шедьовър на каролингското златарство, в злато, сребро, скъпоценни камъни и емайли, е поставен под балдахина като видим знак за присъствието на мощите на светиите, поставени под самия олтар и видими от малък прозорец на гърба.

### Преобразуване в романски стил
Базиликата придобива окончателния си вид между 1088 и 1099 г., когато по настояване на епископ Анселм III от Ро е радикално преустроена според моделите на романската архитектура. Запазено е оформлението с три кораба (без трансепт) и три съответни апсиди, в допълнение към квадрипортик (пространство, обрамчено от портици от четири страни), въпреки че то вече не се използва за настаняване на катехумените, а става място за срещи. Интервенциите от XI век също включват изграждането на свода на централния кораб, който заменя предишния дървен. Сводовете на страничните кораби датират от предходен период. Между 1128 и 1144 г. е построена втората камбанария, най-високата, отляво на фасадата, известна като Камбанарията на канониците. Надкуполният барабан (тибурий) е добавен към края на XII век, но скоро се срутва (6 юли 1196 г.) и е незабавно възстановен с особена външна структура, характеризираща се с галерии с редици аркатури върху два насложени регистъра.
На 4 август 1258 г. базиликата става сцена на Мира на Свети Амвросий, който слага край на вътрешните борби в Комуна Милано между благородниците и народа.
През Ранното средновековие базиликата се превръща в традиционно седалище, където се провежда коронацията на императорите на Свещената Римска империя като крале на Италия. Смята се, че произходът на тази традиция датира от 961 г., когато архиепископ Валперт прави Ото I крал на Италия в базиликата, преди той да получи имперската корона от папа Йоан XII. Ритуалът изисква церемонията да се проведе в деня на Богоявление с прочутата Желязна корона, поставена на главата на краля на Италия. Други короновани в базиликата владетели са Конрад II Лотарингски през 1093 г., Ото IV фон Брауншайг през 1209 г., Хайнрих VII Люксембургски през 1311 г. и Карл IV Люксембургски, с Франческо Петрарка като свидетел, през 1355 г. Тя е и мястото, където се е състояла инвеститурата на новите рицари, наречени по тази причина „Милиция на Свети Амвросий“.
Първоначално за управлението на базиликата се грижат бенедиктинците. Именно те възлагат на Донато Браманте през 1492 г. задачата да проектира новия църковен дом, да реконструира някои части от манастира, да пренареди разположението на параклисите в базиликата и да създаде клоатърите на Свети Амвросий. Бенедиктинците остават до 1497 г., когато са заменени от Цистерцианците от миланското абатство „Киаравале“, които насърчават множество културни инициативи, включително отварянето на голямата монашеска библиотека за обществеността.

### XIX – XX век
Ситуацията остава почти непроменена до 1799 г., когато след сътресенията на Френската революция Цизалпийската република решава да разпусне капитула (асамблеята на духовенството и презвитерите) на базиликата и да създаде военна болница. В края на Наполеоновата епоха, с австрийската реставрация, базиликата отново е отворена за богослужение и е възстановен Капитулът на канониците.
В базиликата е поставено първото действие на „Ломбардците в Първия кръстоносен поход“ (I Lombardi alla prima crociata) – четвъртата опера от Джузепе Верди с либрето от Темистокле Солера и изпълнена в Ла Скала на 11 февруари 1843 г.
През XIX век поетът и патриот Джузепе Джусти написва поемата Sant'Ambrogio.
През 1929 г. базиликата е източник на вдъхновение за изграждането на Royce Hall на Калифорнийския университет - Лос Анджелис, чиято фасада напомня тази на базиликата.
Тя е силно засегната от съюзническите бомбардировките на Милано през 1943 г., които унищожават преди всичко външната част на квадрипортика, повреждайки купола на базиликата, мозайката зад олтара и други външни части на базиликата. През следващите години започват реставрационни дейности, ръководени от Фердинандо Реджори, които връщат базиликата към предишния й блясък през 50-те г.
Археологическите проучвания, свързани с изкопните работи за изграждането на подземен паркинг в района до базиликата, започнали през 2005 г., водят до откриването на около деветдесет гробници, свързани с гробището на мъчениците, разположено извън Римските стени на Милано, от Късноримския имперски период (IV - V век), намерени на приблизително 3,5-4 метра дълбочина; това са бедни погребения, без гробни инвентари и конструкции, за което говори наличието на кости.

## Раннохристиянски руини

### Църква „Света Валерия“
Недалеч от базиликата се намират руините на раннохристиянската църква „Света Валерия“, чиято конструкция датира отпреди VII век. Разрушена през 1786 г., тя се е намирала там, където в римско време се е намирало гробището на мъчениците, където са били погребвани християните – жертви на римските гонения. Близо до гробището и църквата е построена Базиликата на мъчениците, чието име по-късно е променено на Базилика „Свети Амвросий“. Посветена на Света Валерия Миланска, съпруга на св. Виталий Милански и майка на светиите Гервасий и Протасий, църквата е с размери 7,50 m x 7,25 m и се характеризира с различни помещения, предназначени за гробници. Археологическият обект, който се намира на ул. „Санта Валерия“ номер 3 и 5 и може да бъде посетен при поискване, се състои от основите и някои участъци от стената над земята, като първата е съставена от камъчета и хоросан и последната е съставена от редици тухли.

### Параклис „Сан Виторе ин чел д'оро“
Построен като отделен параклис през V век, параклисът е включен в базиликата едва по-късно. Пример за раннохристиянска архитектура и изкуство, той е построен, за да приюти останките на Свети Виктор Мавър и впоследствие на Свети Сатир Милански, брат на Свети Амвросий, който почива преждевременно. Има трапецовиден план и е снабден с крипта. Когато е бил малък самостоятелен параклис, е бил снабден с апсида, която е затваряла пространството към вътрешността на базиликата.
Периметърните стени на параклиса са изградени от вътрешна част, съставена от хоросан и камъчета, и външна част, изработена от редици тухли. Забележителни са декорациите, сред които се откроява сводът, изцяло покрит с мозайка, изградена от позлатени плочки. В центъра на мозайката има мозайка на бюста на Свети Виктор Мавър, заобиколен от лента, украсена с рубини и обогатена с плодовете на четирите сезона. Страничните стени са наситено сини. На тях са представени шест светциː Свети Амвросий, Свети Гервасий, Свети Протасий, Свети Матерн, Свети Набор и Свети Феликс.

#### Крипта на Свети Сатир
Подземното пространство на параклиса се нарича „Крипта на Свети Сатир“. Някога в него са се съхранявали телата на Свети Сатир Милански и на Свети Виктор Мавър. В момента в него се съхраняват саркофази, преместени през IX век от църквата „Сан Виторе ал Корпо“, представляващи cella memoriae на двамата светии. Криптата на Свети Сатир в по-голямата си част е построена през Средновековието; единствената част, датираща от Раннохристиянската епоха, е лявата стена, която е направена от тухли, подредени в ред или с подредба opus spicatum.

## Архитектура

### Обща информация
Строителният материал на комплекса на базиликата „Свети Амвросий“ е от местен произход и е „беден" – състои се главно от тухли с различни цветове, камък и бяла мазилка.
Новата базилика от XI век наследява стриктно плана от оригиналната раннохристиянска църква от IV век: три кораба с апсиди без трансепт, с квадрипортик отпред. Вътрешният план на базиликата е надлъжен и (без апсидите) има същите размери като портика отпред.
Днес базиликата се явява като изолиран случай на модел за ломбардски романски стил, тъй като други сравними примери (като катедралите в Павия, Новара и Верчели) са били разрушени или радикално трансформирани. Тя със сигурност е пример за последващото развитие на романската архитектура в областта на ломбардското влияние, което след това надхвърля съвременните регионални граници, включвайки и части от Емилия и Пиемонт. Надкуполният барабан (тибурий) на базиликата, датиращ от XII век, се превръща в модел за впоследствие построените в Ломбардия. Разположен в съответствие с четвъртата травея, той покрива купола; осмоъгълен по форма, има два реда слепи лоджии и декорации, направени с различни подредби от тухли.

### План
Планът на базиликата има правоъгълна форма и е със същата ширина като квадрипортика (откритото пространство отпред, обрамчено от 4 портика). Интериорът е разделен на три кораба, всеки от които завършва с апсида, като централната е по-голяма от страничните, като се има предвид, че ширината на централния кораб е приблизително двойно по-голяма от ширината на двата странични кораба. Централният кораб се състои от четири травеи, като последната е увенчана с купол, а останалите три с кръстати сводове с оживални форми.
Двата странични кораба поддържат емпориите и имат травеи, които са по-малки – наполовина по ширина от тези на централния кораб. Светлината, която прониква в базиликата, идва от прозорците на фасадата и от купола, който има осмоъгълен план. Под купола се намира презвитерият, украсен със златен антепендиум (предна олтарна стена), обогатен със скъпоценни камъни. Отстрани на фасадата има две камбанарии с различна височина.

### Архитектурен комплекс
Архитектурният комплекс на базиликата се състои от манастира „Свети Амвросий“, църковния дом на Свети Амвросий, църквата „Свети Сигизмунд“ и базиликата „Свето Амвросий“. Базиликата е предшественик в Ломбардия на раннохристиянските базилики и романски църкви, чиито общи характеристики са надлъжната форма и наличието на кръстати сводове, поддържани от колони с украсени капители и кръгли арки. 
Комплексът има компактен обем, олекотен от наличието на две лоджии, едната долна, а другата горна, и от аркадите по фасадата и на квадрипортика. Лоджиите и аркадите придават на цялостната визия дълбочина и светлосенки, които увеличават перспективата. По-специално фасадата придава яркост, докато двете лоджии придават усещането за тъмнина. Обемът вътре в базиликата вместо това е осигурен от оживалните форми на кръстосаните сводове, докато осветеността от светлосенки е придадена от вътрешните лоджии на стените, които дават гледка, характеризираща се с усещането за тъмнина.
Църковният дом, който се намира вляво от базиликата, има своя романска камбанария и се развива около портик, по протежение на който се намират Ораторият на Страстите и малката църква „Свети Сигизмунд“. Ораторият е разположен пред портика на канониците, има правоъгълен план с малък входен портик и се характеризира със снижени дъги и полукръгла апсида. 

Манастирът „Свети Амвросий“, който се намира вдясно от базиликата и който се състои от клоатърите на Свети Амвросий, проектирани от Донато Браманте през 1497 г., днес се помещава в миланското седалище на Католическия университет на Светото сърце.

### Фасада и квадрипортик
Базиликата има широка и сплескана двускатна фасада и две разположени една над друга лоджии. Страните на долната лоджия, която се състои от три аркади с еднакъв размер, се свързват с портика, който има малко по-високи аркади. Горната лоджия има аркади, които следват полегатия профил на горния ръб на фасадата. Аркадите са с двойни архиволти, рамките се поддържат от слепи аркатури подобни на тези на фасадата, докато тънки пиластърни ивици (лезени) се открояват на горните повърхности, разделяйки ги правилно. Има и елегантни аркади, поддържани от стълбове, оградени от полуколони.
Централният портал се фланкира от две колони с архиволти с декоративни елементи от сасанидски произход.
Пред фасадата има квадрипортик (пространство, обрамчено от 4 портика), който някога е имал функцията да събира катехумените пред базиликата. Въпреки това от началото на XI век вярващите са били кръщавани още при раждане; поради тази причина пространството губи първоначалната си функция, заемайки нова роля, тази на място, където гражданите се събират, за да обсъждат и участват в религиозни или граждански събрания. От горната лоджия на фасадата епископът на Милано е давал своята благословия на гражданите, докато държавни служители са можели да говорят на тълпата.
- Горна част на фасадата
- Интериор на нартекса
- Саркофаг на Пиер Кандидо Дечембрио
- Атриумът към входа
- Капител с растителни мотиви
- Остански от стенописи в атриума

### Интериор
Базиликата има полукръгла апсида и малки полукръгли параклиси в края на проходите; липсва трансепт. Интериорът е със същия размер като външния портик.
Таванът е в кръстат свод, а проходите заемат точно половината от дължината на нефа и се поддържат от по-малки стълбове. Емпориите поддържат сводовете над романски амвон и саркофаг, традиционно известен като Ковчег на Стилихон. 
Под куполната облицовка, в последната част на нефа, е презвитерият с разположен в центъра му висок олтар, реализиран през 824 – 859 г. от Волвиний. 
Апсидата има мозайки от XIII век, изобразяващи Христос Пантократор със Св. св. Геврасий и Протас, а също така и сцени от живота на св. Амвросий. Сред тях е един от най-ранните негови портрети.
В църквата се намира гробницата на император Лудвиг II, който умира в Ломбардия през 875 г. В криптата, разположена под главния олтар, се съхраняват реликви на тримата светци, почитани тук: Амвросий, Гервасий и Протасий.
Под нартекса, между централния портал и левия проход на портала, се намира саркофагът на Пиетро Кандидо Дечембрио от XV век. 

### Камбанарии
| Камбанария на канониците |  | Камбанария на монасите |
| Камбанария на канониците |  | Камбанария на монасите |

Камбанарията отдясно, известна като Камбанария на монасите, датира от IX век (вероятно от 842 г.) и е единствената оцеляла част от оригиналния манастир.
Камбанарията отляво, наречена Камбанария на канониците, е по-висока и датира от XII век. Тя се характеризира с наличието на аркатури и с наличието на пиластърни ивици (лезени); горната триаркова лоджия е пристройка от края на XIX век.
Единствената от двете камбанарии, за която има документи, свидетелстващи за изграждането й, е тази на канониците. Писмено свидетелство от 1144 г. споменава 1128 г. като година на завършването й. Нейната концепция вероятно може да се припише на същия архитект, който е проектирал базиликата, тъй като тя възприема същите вертикални концепции като квадрипортика, докато последните два етажа са добавени едва през 1891 г. Пак според същия документ Камбанарията на канониците е била дарена от архиепископа на Милано Анселм V Пустерла. Първоначално, преди завършването през 1891 г., камбанарията е имала само една камбана, която първоначално не е можела да бие, защото е нямала въже. Камбаната е пусната в действие между 1185 и 1187 г., когато камбанарията е леко повдигната и снабдена с въже. През 1891 г., с добавянето на последните два етажа, камбанарията е оборудвана с пет камбани.

## Художествени произведения
Забележителен от артистична гледна точка е порталът на главния вход на базиликата, който се характеризира с детайлна релефна украса, която има като свое метафорично значение сблъсъка между Доброто и Злото, решен от Църквата благодарение на нейната дейност по изкуплението и спасението. Субектите, изобразени на портала, са фитоморфни с класически влиянияː по-специално е представено припокриване на ленти, украсени с хералдически и зооморфни изображения.
В съответствие с надкуполния фенер (тибурий), в последната травея на централния кораб, има презвитерий с, в центъра, олтара на св. Амвросий. Олтарът е построен между 824 и 859 г. от Волвиний по поръчка на миланския архиепископ Ангилберт II и има скъпоценна златна предна част в релеф с камъни, разположени от четирите страни – известна творба на каролингското златарство. На него е изобразен Ангилберт II в позата на дарител, коронясан за епископ на Милано от Свети Амвросий. Първоначално олтарът е съхранявал телата на светиите Амвросий, Гервасий и Протасий, по-късно прехвърлени в криптата по-долу. Най-богато украсената част на олтара е предната, в която има каролингски и византийски влияния. Олтарът е увенчан от киворий от Отонската епоха, поръчан от архиепископа на Милано Ангилберт II, от когото носи името си. Той се опира на четири колони от червен порфир, датиращи от раннохристиянската базилика, и има върху четирите лица високи релефи в гипсова мазилка, изобразяващи Христос упълномощава Петър и Павел (предна страна), Свети Амвросий, почитан от двама монаси в присъствието на светиите Гервасий и Протасий (задна страна), Свети Бенедикт, почитан от двама монаси (лявата страна) и Света Схоластика, почитана от две монахини (вдясно).
На свода на апсидата има мозайка, частично възстановена след бомбардировките на Милано по време на Втората световна война, като са използвани повторно останките от предишната, унищожена от бомби, която датира от XI век. В центъра има Христос Спасител между светиите Гервасий и Протасий във военни дрехи, а отстрани две сцени от живота на Свети Амвросий, по-специално тези, свързани със съюза между Миланската и Франкската църква, от които силна връзка между Милано и Каролингската империя. В тондосите, които завършват тази мозайка, са изобразени Света Марцелина, Свети Сатир и Света Кандида.
Също така забележителна е украсата на параклиса „Сан Виторе ин чел д'оро“, която датира от V век, в рразгара на раннохристиянска епоха. В центъра на свода, изцяло украсен с плочки, покрити със златни листа, е представен Свети Виктор По стените шест светци са представени в мозайки, включително Свети Амвросий (което е най-старото известно изображение на миланския светец).
В Епархийския музей на Милано се съхранява украсата на входната врата на раннохристиянската базилика, която се състои от четири панела, изобразяващи историята на Давид, епизоди, избрани от Свети Амвросий. Вътре в базиликата, също от раннохристиянската епоха, има т. нар. саркофаг на Стилихон (IV век), външно украсен с епизоди от живота на Исус с алегорични препратки към живота на вярата.

Част от украсата на хора с мраморни инкрустации на раннохристиянската базилика се съхранява в антиквариума на Съкровищницата на базиликата. В последната е изложена и част от мраморната балюстрада, която някога е обграждала олтара на раннохристиянската базилика и която е била украсена с геометричен мотив „мащаб“ с християнския символ на Алфа и Омега.
- Интериорът преди 1923 г.
- Скинията и апсидата
- Апсидната мозайка
- Интериор на фенера
- Амвонът от първата четвърт на XII век, но с елементи от по-стара епоха
- Стенописи върху стълб на централния кораб

## Традиции и легенди

### Дяволската колона
На пл. „Сант'Амброджо“, от лявата страна на базиликата, извън оградата, има колона, наречена „Дяволската колона" или „Императорска колона". Това е колона от римската епоха, която има две дупки, обект на легенда, според която колоната е била свидетел на битка между Свети Амвросий и дявола. Дяволът, опитвайки се да прониже светеца с рогата си, накрая ги забил в колоната. След като дълго се опитвал да се освободи, успял да го стори и уплашен избягал. Народното предание гласи, че дупките миришат на сяра и че като допреш ухото си до камъка, можеш да чуеш звуците на Ада. В действителност тази колона е била използвана за коронацията на германските императори. Според това, което разказва Галвано Фиама, те се заклевали на мисала, получавали Желязната корона и след това прегръщали тази колона.
Според учените колоната първоначално е принадлежала на римския императорски дворец в Милано, построен от Максимиан в края на III век и след това постепенно разрушен и лишен от обзавеждането си между края на лангобардското управление и първата половина на X век.

### Змията на Мойсей
Върху древна римска гранитна колона вътре в базиликата лежи Змията на Мойсей, избегнала иконоборческия гняв на цар Езекия. Това е бронзова скулптура (по-рано се е смятало, че е оригиналът на Моисей), дарена от византийския император Василий II Българоубиец през 1007 г. Молитвите са отправени към змията за предпазване от определени видове заболявания и се казва, че краят на света ще бъде възвестен от нейното слизане от тази колона, на която е сгушена.

### ПанаирOh Bej! Oh Bej!
Пред базиликата от 1886 до 2006 г. се провежда ежегодният панаир Oh Bej! Oh Bej!, типичен за миланския коледен период. През 2006 г. той е преместен по Форум Боанпарт в района около Замъка на Сфорците. Представлява една от най-старите милански традиции, тъй като датира от 1510 г. Обикновено се провежда от 7 декември – деня на покровителя на Милано Св. Амвросий до следващата неделя.

## Обяснителни бележки
1. 1 2  Със Свети Амвросий започва програма за изграждане на базилики, посветени на различните категории светци: Базиликата на пророците (basilica prophetarum, по-късно преименувана на Базилика „Сан Диониджи“), Базиликата на апостолите (basilica apostolorum, по-късно преименувана Базилика „Сан Надзаро ин Броло“), Базиликата на мъчениците (basilica martyrum, която по-късно става Базилика „Сант'Амброджо“), Базиликата на девиците (basilica Virginum, по-късно преименувана на Базилика „Сан Симпличано“). Всяка от тях е посветена на различно семейство светци, като се има предвид, че обичаят църквите да се именуват на един светец все още не е съществувал. Тези четири базилики са известни с името „ Амвросиански базилики“.
2. ↑  Милано е столица от 286 до 402 г.
3. ↑  Недалеч се намира и императорският мавзолей „Сан Виторе ал Корпо“, чието име напомня за това гробище.
4. ↑  Мозайката, заедно със свода, на който се намира, е сериозно повредена през август 1943 г.; по време на добре известната бомбардировка, която разрушава църквата, бомба прониква в апсидата, повреждайки силно мозайката, която и до днес показва ясни признаци на реставрацията, извършена впоследствие